# Ludesd
Ludesd románul: Ludeștii de Jos, falu Romániában, Erdélyben Hunyad megyében.

## Fekvése
Szászvárostól délre, a Városvízi úton fekvő település.

## Története
Ludesd, Ludasd nevét 1439-ben p. Lwthesth néven említette először oklevél. Nevét a későbbiekben többféle formában is írták, így: 1455-ben p. Lwdasth, 1500-ban Ludasd, 1733-ban Ludesd, 1750-ben Ludesty, 1808-ban és 1913-ban  Ludesd néven tünt fel az írott forrásokban.
1515-ben p. Lwdesd a Töreki, Töreki Bakócz, Váraskeszi Lépes, Sálfalvi, Macskási, Macskási Tárnok, Barcsai családok birtoka volt.
A trianoni békeszerződés előtt Hunyad vármegye Szászvárosi járásához tartozott.
1910-ben 592 lakosából 587 román volt. Ebből 586 görögkeleti ortodox volt.

## Források

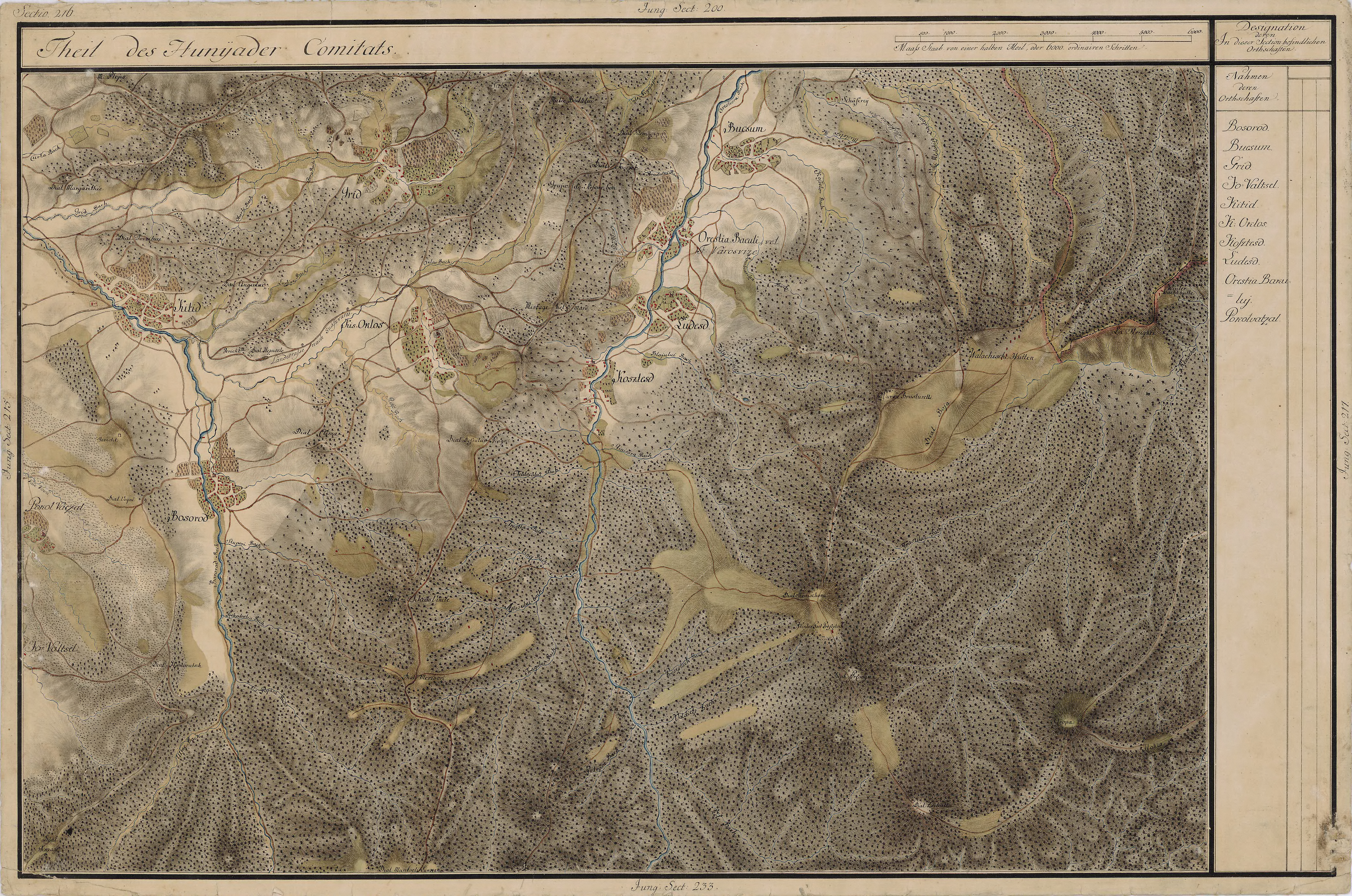
Ludesd egy régi térképen